# Alphonse Sol
Alphonse Adolphe Jules Sol (Quimper, 6 juillet 1893 - Sanary-sur-Mer, 17 octobre 1970), est un officier de marine français.

## Biographie
Il entre à l'École navale en septembre 1911 et en sort enseigne de vaisseau de 2e classe en octobre 1914. Il sert alors sur le croiseur cuirassé Dupetit-Thouars. Enseigne de 1re classe (avril 1916), il est à Calais et passe à la direction du port de Rochefort avant d'embarquer sur le sous-marin Amphitrite (1917-1919). 
Promu lieutenant de vaisseau (août 1919), il sert de 1919 à 1922 sur le sous-marin Roland-Morillot puis de 1925 à 1928 sur le Laplace et le Néréide. Capitaine de corvette (octobre 1928), il commande de 1929 à 1932 le sous-marin Fresnel. 
Capitaine de frégate (mars 1933), second du croiseur Primauguet (1934-1936), commandant des flottilles de sous-marins en Méditerranée sur l' Atalante et l' Iris de 1936 à 1938, il est envoyé en 1938 aux Antilles et est nommé capitaine de vaisseau en avril 1940. 
Il sert à terre à Toulon au début de la Seconde Guerre mondiale puis à Oran (1941-1942). Contre-amiral (novembre 1942), à Bizerte (1943-1944) puis à l'état-major de la marine à Alger puis à Paris (1944-1946), il est promu vice-amiral en novembre 1945 et est nommé préfet maritime de Toulon en avril 1949. 
Il reçoit le commandement de la marine au Maroc en mars 1951 et prend sa retraite en mai 1953. 